# Pitcairnia semijuncta
Pitcairnia semijuncta är en gräsväxtart som beskrevs av John Gilbert Baker. Pitcairnia semijuncta ingår i släktet Pitcairnia och familjen Bromeliaceae. Inga underarter finns listade i Catalogue of Life.